# Forsärla
Forsärla (Motacilla cinerea) är en fågel i familjen ärlor som förekommer i tempererade delar av Europa och Asien samt i Nordafrika. Som namnet avslöjar häckar den vanligen vid rinnande vattendrag. Kännetecknande i alla dräkter är den exceptionellt långa stjärten. I Sverige etablerade den sig som häckfågel på 1900-talet och har expanderat kraftigt de senaste decennierna. Det globala beståndet anses vara livskraftigt.

## Utseende och läte

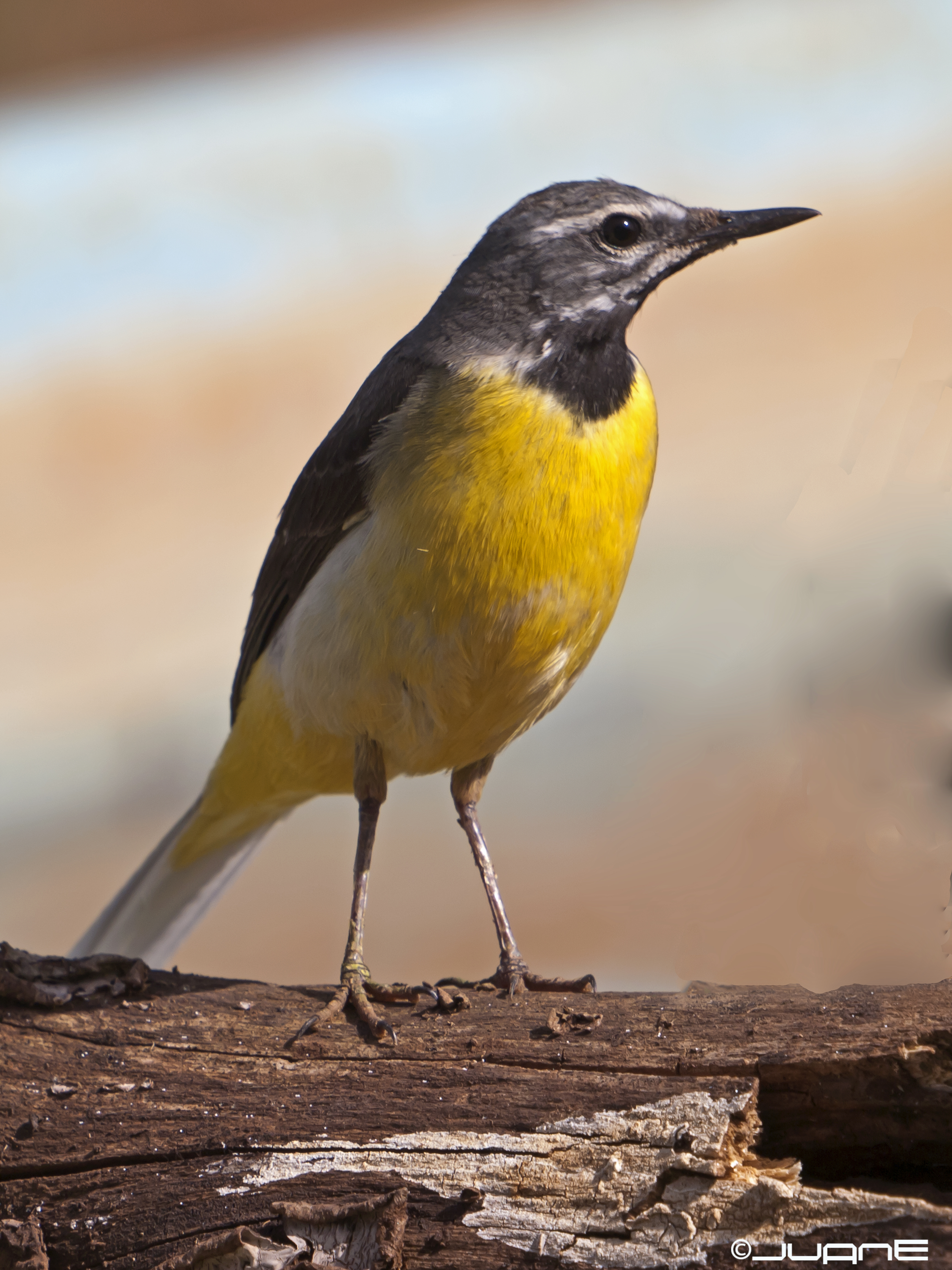
Hane av underarten canariensis som är endemisk för Kanarieöarna.

Den är slank och 17–20 cm lång. Ovansidan är blågrå, vid gumpen gröngul. Undersidan är på sommaren lysande gul, på vintern gulaktig-brunaktig. Den häckande vuxne hanen har svart strupe. Andra fjäderdräkter saknar den svarta strupen, och det gula kan vara uppblandat med vitt utom i området under stjärten. Den har liksom andra ärlor en karakteristisk lång, vippande stjärt. Stjärten är svart med gul undersida och har vita ytterfjädrar. Forsärlan är den av Europas ärlor som har längst stjärt och den vippar ofta med denna. Benen är långa. Flykten är jämn och vågformig.
Lätet är en skarpare variant av sädesärlans, ett hårt, metalliskt "tsitsitt" eller "tsetsetse".

## Utbredning och systematik
Forsärlan häckar i stora delar av de tempererade regionerna i Europa och Asien, och i delar av norra Afrika. Den är stannfågel i de mildare delarna av utbredningsområdet, exempelvis Västeuropa, men de nordliga och merparten av de östliga bestånden är flyttfåglar som har sina vinterkvarter i Europa, Afrika, Arabiska halvön, Indien, Sydostasien och Nya Guinea.

### Underarter
Forsärlan delades tidigare upp i sex till sju underarter, med tre underarter spridda över Eurasien och med tre endemer som häckar på olika öar. Sentida genetiska studier har visat att denna uppdelning inte stämmer och idag delas den oftast bara upp i tre underarter:
- Motacilla cinerea patriciae – stannfågel i Azorerna
- Motacilla cinerea schmitzi – stannfågel på Madeira
- Motacilla cinerea cinerea inkl. M. c. caspica, canariensis, melanope och robusta – häckar i Eurasien, från Kanarieöarna, Europa och Nordafrika (Atlasbergen) österut till Sibirien och Japan; övervintrar söderut till norra och östra Afrika, Sydasien och Sydostasien

### Förekomst i Sverige
Som häckfågel har den etablerat sig i Sverige under 1900-talet och var fram till 2000-talet vanligast i de västra delarna av landet. Numera finns i hela Götaland och Svealand, utmed Norrlandskusten till Ångermanland samt längs fjällkedjan till Torne Lappmark. Den är dock sparsam från östra Småland till Stockholmstrakten och saknas helt på Öland och Gotland. Det svenska beståndet flyttar i september-oktober till västra och sydvästra Europa och de återvänder i mars–april.

## Ekologi

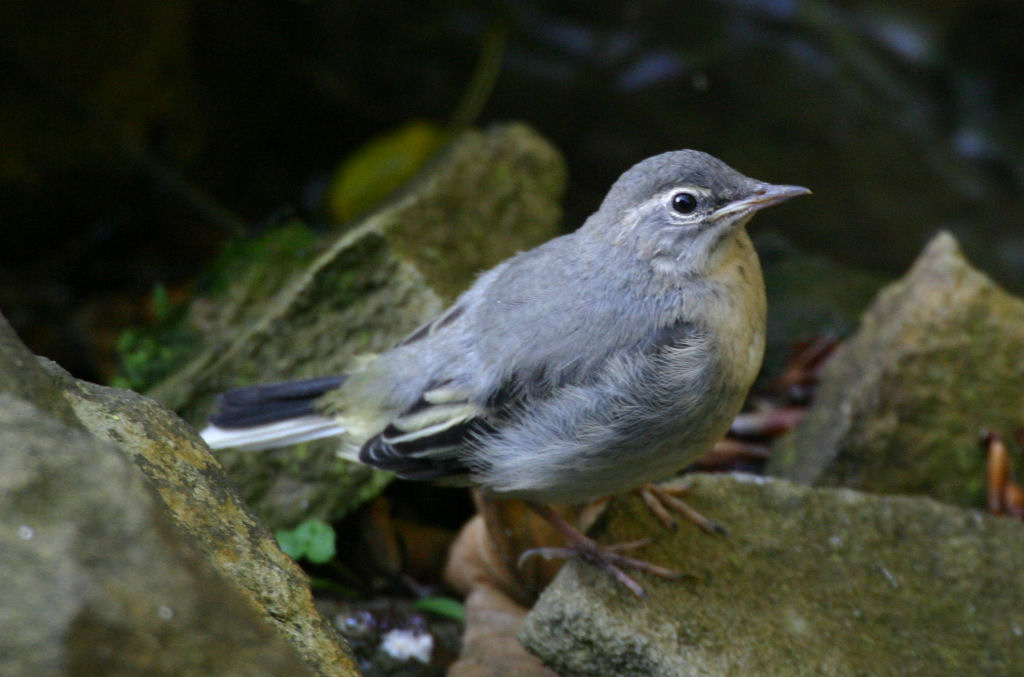
En juvenil forsärla.

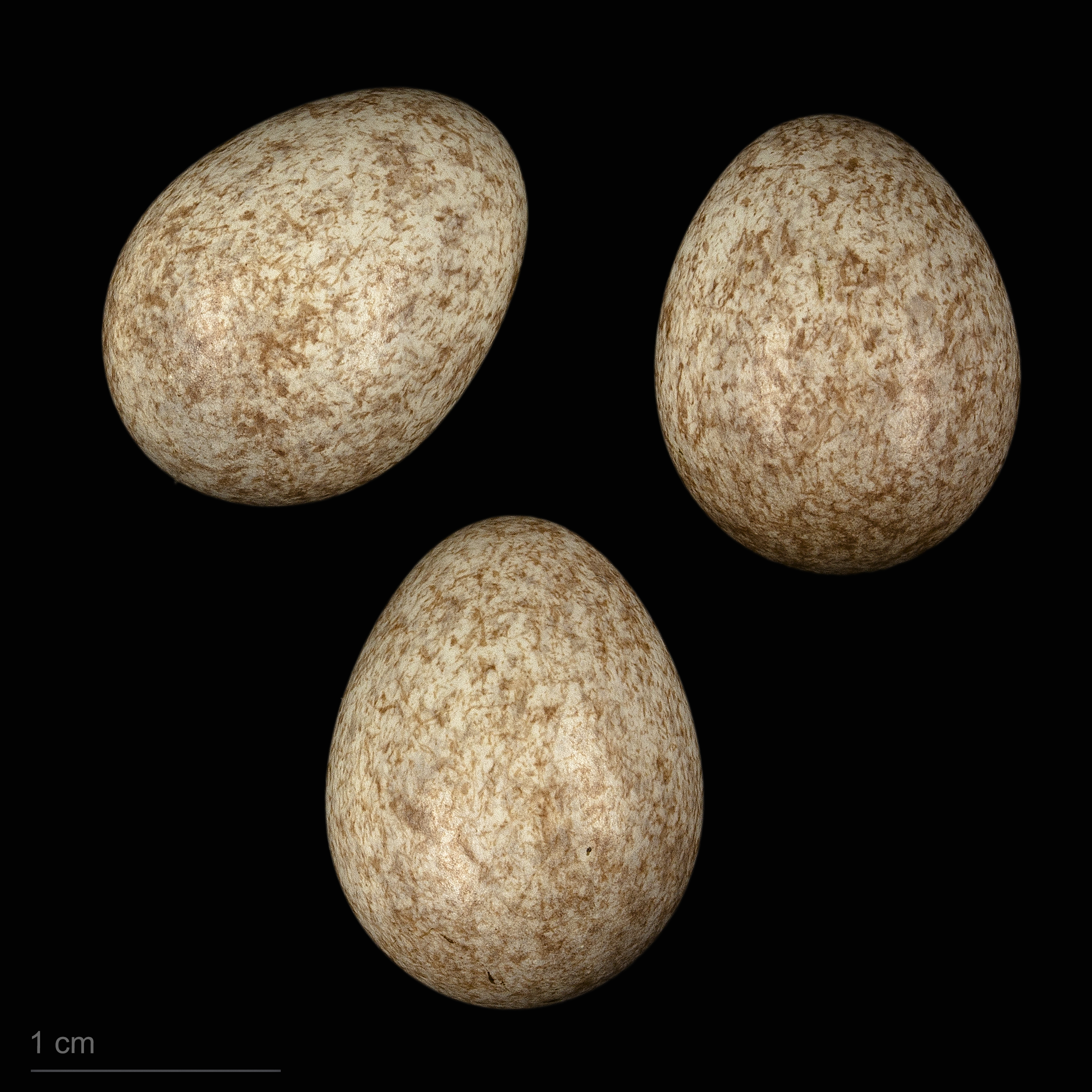
Motacilla cinerea cinerea

Forsärlan håller till i snabbt strömmande vattendrag, men på vintern flyttar den till långsammare låglandsvatten.  Den livnär sig på insekter som den finner vid vattnen - flugor, små skalbaggar, trollsländelarver, men också små kräftdjur och små blötdjur. Fågeln vadar också genom vattnet och pickar i det i jakt på föda. Den tar också flygande insekter.
Honan bygger ett bo av mossa och gräs som bekläs med hår. Boet placeras bland stenar eller klippor och inte sällan i dammbyggnader i närheten av vatten. Ibland används gamla bon från strömstarar eller speciella fågelholkar. Honan lägger en till två gånger per häckningssäsong tre till sex gråbruna fläckiga ägg, som hon eller båda föräldrarna ruvar i tolv till 14 dagar. Båda föräldrarna matar ungarna, tills de efter cirka tolv dagar blir flygfärdiga.

## Forsärlan och människan

### Status och hot
Arten har ett stort utbredningsområde och en stor population med stabil utveckling. Utifrån dessa kriterier kategoriserar internationella naturvårdsunionen IUCN arten som livskraftig (LC). I Europa tros det häcka mellan 689 000 och knappt två miljoner par.

#### Status i Sverige
Forsärlan har ökat mycket kraftigt i antal, de senaste tio åren med 50–150 % och sedan 30 år tillbaka med hela 300–500 %. Beståndet anses vara livskraftigt. 2018 uppskattades det svenska beståndet till 11 000 par.

### Namn
Fågeln har på svenska också kallats gråärla. Det vetenskapliga artnamnet cinerea betyder just "grå", eller bokstavligen "askfärgad".

### I kulturen
Forsärlan är Bjuvs kommunfågel.